# Axyracrus
Axyracrus is een monotypisch geslacht van spinnen uit de  familie van de Anyphaenidae (buisspinnen).

## Soort
- Axyracrus elegans Simon, 1884